# 约瑟夫·博伊斯
约瑟夫·博伊斯（德語：Joseph Beuys，1921年5月12日—1986年1月23日）是著名的德国行为艺术家，其作品包括各种雕塑、行为艺术，信奉人人都可以是艺术家的观点。代表作如《如何向死兔子讲解图画》、《油脂椅》等。

## 生平
1921年出生在德国北莱茵-威斯特法伦的克列弗尔德, 父亲是小商人。博伊斯青少年间就表现出叛逆的性格，中学期间他曾逃学到一家马戏团打工。1938年后他加入了希特勒青年团，二次世界大战中参加空军，曾受伤降落在苏联领土被当地鞑靼人所救。战争中多次负伤使得他腿脚有毛病，行动不便。二战后在克莱沃向当地艺术家学习雕塑及绘画艺术，同时认识了凡·格林腾兄弟。1947年博伊斯进入杜塞尔多夫艺术学院开始系统地学习艺术，师从恩塞林（Joseph Enseling）、马塔利（Ewald Mataré）等人。然而1953年他大学毕业后却找不到工作。其未婚妻也解除了和他的婚约，这些打击使得博伊斯一蹶不振并一度打算自杀。凡·格林腾兄弟帮他举办了一些小规模的展览，同时把他送到乡下两兄弟母亲的农场内进行调整。在农场生活工作了两年之后博伊斯重新恢复了信心，1959年与艾娃·汪姆芭走入婚姻殿堂并育有一对儿女。1961年，他被母校聘为教授，然而他本人并不喜欢学院僵化的制度。1967年建立了德国学生党，因为与学校方面的矛盾而在1972年被开除。1978年由于学生们的支持又恢复了他的教授名誉，正是在这几年中他积累起了国际声誉。1986年博伊斯死于杜塞尔多夫。

## 作品
博伊斯的作品种类多样，媒材从雕塑到行为艺术都有涉及。其创作创意很多来源于他在童年和二战中的经历，比如他在二战中曾当过德军飞行员，他所驾驶的飞机坠毁在克里米亚半岛后被鞑靼人救起，用毛毯和动物油脂包裹住身体为他保暖。因此他的创作有很多是用这两种元素创作的，比如《油脂椅》和《毛毡衣》。他的作品充满隐喻，如油脂椅是在一把普通的椅子上堆积上坡状的动物油脂，油脂象征着能量，椅子则暗示人的躯体。在《如何向死兔子解说图画》这件行为艺术中，博伊斯怀抱死兔子，头顶涂着蜂蜜，右脚绑着铁板，象征理性世界，左脚踩着毛毡鞋底，象征温暖。而《给卡塞尔的7000棵橡树》，实际上只是由作者开头，大部分橡树都是由市民和追随者种下的。